# 북대방
북대방(北帶方)은 정사 사서로서는 유일하게 일연의 삼국유사에서만 등장하는 국가로서, 북대방은 본디 죽담성(竹覃城)인데 기원전 27년에 낙랑인들과 함께 신라에 나라를 바치고 귀순했다.

## 의혹
삼국사기를 보면 유례이사금 4년 음력인 여름 4월에 왜(倭)가 불을 놓아 태우고 일예부(一禮部)를 습격해 불태우고는 1,000여 명을 납치해갔는데, 삼국유사의 기록을 비추었을 때에 심상찮은 점으로 보인다.